# Deuteroxorides elevator
Deuteroxorides elevator là một loài tò vò trong họ Ichneumonidae.